# Isabel de Rocabertí i Soler
Isabel de Rocabertí, també coneguda com a Sor Hipòlita de Jesús (Barcelona o Peralada, 22 de gener de 1549 –o 1551?, depenent de les fonts– — Barcelona, 6 d'agost de 1624) fou una monja dominica, teòloga i escriptora catalana.

## Biografia
Era filla natural del vescomte de Rocabertí, Francesc Dalmau, que es casà el 1558, sent ella una nena, amb Elionora de Boixadors. Son pare morí el 1592.
De la seva mare sols coneixem el cognom, Soler. Va ser afillada a Barcelona per Àngela Jerònima Poch Codina, a la qual Hipòlita considerà la seva veritable mare per les atencions i afecte que d'ella va rebre.
Va ingressar, segons la seva pròpia autobiografia, en el monestir de Nostra Senyora dels Àngels de Barcelona quan tenia deu anys, on era priora la seva tia Jerònima Rocabertí. Va professar a setze anys, el 24 de juny de 1569. És en aquest moment que va prendre el nom d'Hipòlita de Jesús.
No va entrar al convent per vocació, sinó per allunyar-se dels perills del món. Però dos mesos d’exercicis i recés espiritual ignasians l'obren a la recerca interior. Viurà al convent, en oració, fins al dia de la seva mort. De manera insòlita aprengué llatí, grec i hebreu. Escrigué més de 40 obres de teologia i mística, espiritualitat i mística, que s'editaren després de la seva mort.
En el convent va ser mestra de novícies durant trenta anys. Va ser també sotspriora, però mai priora, ja que va rebutjar sempre aquesta possibilitat. Se li va oferir participar en la fundació del monestir de Perpinyà, i també va renunciar-hi per a dedicar-se en cos i ànima a l'escriptura. Durant cinc anys s'estigué al convent agustí de Santa Maria Magdalena, també a Barcelona, on va exercir de mestra reformadora de l'observança.
Morí el 6 d'agost de 1624. Posteriorment s'edità esplèndidament la seva extensa obra escrita, per impuls del seu nebot, Joan Tomàs de Rocabertí (1667-1699), dominic, que amb el temps arribà a ser arquebisbe de València i inquisidor general. Però algunes de les seves obres d'espiritualitat foren incloses a l’índex de llibres prohibits per la Inquisició, l’any 1687, fet que va aturar el procés de beatificació d'Hipòlita de Rocabertí, que ja havia començat.

## Escriptura i opció lingüística
L'àmplia obra escrita d'Hipòlita de Rocabertí és una mostra més de les diverses generacions de dones monges del temps complexos de barroc català, que es mouen entre la disciplina conventual, el discurs intel·lectual i la recerca de l'espiritualitat.
Posseïa una notable erudició religiosa i profunds coneixements bíblics, com mostren els seus escrits, que revelen, d'alguna manera, la contínua pressió de la qual era objecte per intervenció dels superiors masculins. Cal assenyalar la seva voluntat de recolliment, contemplació i de recerca mística, en la línia de Teresa d'Àvila.
El procés d'edició de la seva obra completa va viure tres projectes pòstums diferents, i inclou prop de vint-i-sis volums. A més d'una vintena d'obres de temàtica religiosa i doctrinal, va escriure també la seva autobiografia, en quatre volums, sota la direcció de Ramon Samsó, els anys 1600-1604, en què explica la seva vida i les gràcies rebudes. A més, inclou una consistent i inesperada obra poètica, un total de vint-i-sis peces, entre les quals hi ha cançons, romanços, quartilles, psalms i col·loquis, lires i sirventesos místics.
Va escriure els manuscrits dels seus llibres en castellà, i així van ser impresos. Malgrat que la seva llengua materna és el català, només la utilitzà en l’àmbit privat i defensa la universalitat del castellà per difondre el seu missatge espiritual. Con indica Laia de Ahumada, Hipòlita de Rocabertí empra el castellà quan preveu que allò que escriu transcendirà fora del convent, perquè tot allò que sortia fora del clos monàstic estava minuciosament controlat pels homes. Les religioses sempre escrivien per ordre dels seus superiors o confessors, els quals també decidien la llengua que s'havia d’emprar, amb la intenció, en aquest cas, d’arribar a un públic ampli. En canvi, escriu en català tot allò que forma part del seu àmbit privat: la professió religiosa, les cartes al confessor i a les religioses. Les relacions epistolars queden lliures de la censura dels homes i l’autora pot esplaiar-se en la seva llengua materna. Aquesta correspondència mostra un món estrictament femení, que dona ales a les autores.

## Selecció d'obres
- de Rocabertí, Hipòlita. Relación hecha por la madre sor Hipólita de Jesús, subpriora del convento de religiosas dominicas de nuestra señora de los Ángeles, a la muerte de Estefanía de Rocabertí. Barcelona: 1608
- de Rocabertí, Hipòlita. Tomo III de las Obras espirituales de la Venerable madre Hipólita de Jesús y Rocabertí. Contiene la explicación de la Regla de San Agustín, València: 1660
- de Rocabertí, Hipòlita. La Venerable madre Hipólita de Jesús y Rocabertí. Libro primero de su admirable vida y doctrina que escribió de su mano. València: 1679.